# 韋虛舟
韦虚舟（?—?），唐朝官员，出自京兆韦氏，韦知人之孙，韦维之子。
韦虚舟举孝廉，自御史官至户部郎中、司勋郎中、左司郎中，历任荆州长史，洪州刺史、魏州刺史兼采访使，有治政之名。入朝为刑部侍郎，官至大理卿。韦维为郎，在廷中植柳，韦虚心兄弟居郎省，面对柳树全都敛容。家有礼则，自韦叔谦后，至韦维和韦虚心、韦虚舟兄弟，其家族官至郎中数人，世称“郎官家”。其子韦有象。